# Richard Laurence Millington Synge
Pour les articles homonymes, voir Millington et Synge.
Richard Laurence Millington Synge, né le 28 octobre 1914 à Liverpool, Angleterre et mort le 18 août 1994 à Norwich, Angleterre, est un chimiste anglais. Il est colauréat avec Archer John Porter Martin du prix Nobel de chimie de 1952.

## Biographie
Entre 1942 et 1948 il mena des recherches sur les peptides de la Gramicidine, travail qui sera utilisé plus tard par Frederick Sanger pour déterminer la structure de l'insuline.
Lui et Archer John Porter Martin sont co-lauréats du prix Nobel de chimie de 1952 « pour leur invention de la chromatographie de partage ».